# Nasikabatrachus
A Nasikabatrachus a kétéltűek (Amphibia) osztályába, valamint a békák (Anura) rendjébe és a  Nasikabatrachidae családjába tartozó egyetlen nem.

## Előfordulásuk
A Nasikabatrachus nembe tartozó fajok India Nyugati-Ghátok hegységének endemikus fajai. Legközelebbi rokonaik a Seychelle-szigeteken élnek, tőlük több millió éve váltak külön. Felfedezésük egy további igazolása annak, hogy Madagaszkár és a Seychelle-szigetek az indiai szubkontinenstől jóval Gondwana feltöredezése után következett be.
A nembe tartozó két faj mind genetikailag, mind morfológiailag, mind hangját tekintve különbözik. A két faj elkülönülését feltehetőleg a Nyugati-Ghátok különböző hegyoldalain kialakuló különböző monszunévszak okozta. Ennek hatására a lila béka májustól augusztusig szaporodik, mig a Nasikabatrachus bhupathi októbertől decemberig.

## A nembe tartozó fajok
- Nasikabatrachus bhupathi Janani, Vasudevan, Prendini, Dutta & Aggarwal, 2017
- lila béka (Nasikabatrachus sahyadrensis) Biju & Bossuyt, 2003